# Kocsis István (labdarúgó)
Kocsis István (Csorna, 1949. október 6. – Csorna, 1994. június 9.) magyar labdarúgó, középhátvéd.

## Pályafutása

### Klubcsapatokban
A fiatalon elhunyt Kocsis István szülővárosában kezdett focizni. 1968-ban leérettségizett és a Pécsi MSC igazolta le. Innen hat idény után került a fővárosi katonacsapatba a Honvédba. Először Kispestről került be a válogatottba. 1978-ban az év labdarúgójának választották Magyarországon. 34 évesen 1983-ban szerződött Belgiumba. Két év profiskodás után Sopronban és egy osztrák kis csapatban fejezte be a pályafutását.

## A válogatottban
A magyar válogatottban 20 alkalommal szerepelt 1977 és 1983 között. Az 1978-as argentínai világbajnokságon szereplő csapat tagja.

## Sikerei, díjai
- Magyar bajnokság
  - bajnok: 1979-80
- Az év labdarúgója: 1978

## Statisztika

### Mérkőzései a válogatottban
| Magyarország | Magyarország        | Magyarország                             | Magyarország  | Magyarország | Magyarország  | Magyarország  | Magyarország | Magyarország |
| #            | Dátum               | Helyszín                                 | Hazai         | Eredmény     | Vendég        | Kiírás        | Gólok        | Esemény      |
| ------------ | ------------------- | ---------------------------------------- | ------------- | ------------ | ------------- | ------------- | ------------ | ------------ |
| 1.           | 1977. október 5.    | Budapest, Népstadion                     | Magyarország  | 4 – 3        | Jugoszlávia   | barátságos    | -            |              |
| 2.           | 1977. október 12.   | Budapest, Népstadion                     | Magyarország  | 3 – 0        | Svédország    | barátságos    | -            |              |
| 3.           | 1977. október 29.   | Budapest, Népstadion                     | Magyarország  | 6 – 0        | Bolívia       | vb-selejtező  | -            |              |
| 4.           | 1977. november 30.  | La Paz                                   | Bolívia       | 2 – 3        | Magyarország  | vb-selejtező  | -            |              |
| 5.           | 1978. április 15.   | Budapest, Népstadion                     | Magyarország  | 2 – 1        | Csehszlovákia | barátságos    | -            |              |
| 6.           | 1978. május 24.     | London, Wembley Stadion                  | Anglia        | 4 – 1        | Magyarország  | barátságos    | -            |              |
| 7.           | 1978. június 2.     | Buenos Aires, Estadio Monumental         | Argentína     | 2 – 1        | Magyarország  | vb-csoportkör | -            |              |
| 8.           | 1978. június 6.     | Mar del Plata, Estadio Mundialista (ARG) | Olaszország   | 3 – 1        | Magyarország  | vb-csoportkör | -            |              |
| 9.           | 1978. október 11.   | Budapest, Népstadion                     | Magyarország  | 2 – 0        | Szovjetunió   | Eb-selejtező  | -            |              |
| 10.          | 1978. október 29.   | Szaloniki, Kaftanzogliu-stadion          | Görögország   | 4 – 1        | Magyarország  | Eb-selejtező  | -            |              |
| 11.          | 1978. november 15.  | Frankfurt, Waldstadion                   | NSZK          | 0 – 0        | Magyarország  | barátságos    | -            |              |
| 12.          | 1979. március 28.   | Budapest, Népstadion                     | Magyarország  | 3 – 0        | NDK           | barátságos    | -            |              |
| 13.          | 1979. április 4.    | Chorzów, Slask-stadion                   | Lengyelország | 1 – 1        | Magyarország  | barátságos    | -            |              |
| 14.          | 1979. május 2.      | Budapest, Népstadion                     | Magyarország  | 0 – 0        | Görögország   | Eb-selejtező  | -            |              |
| 15.          | 1979. május 19.     | Tbiliszi                                 | Szovjetunió   | 2 – 2        | Magyarország  | Eb-selejtező  | -            |              |
| 16.          | 1980. augusztus 27. | Budapest, Népstadion                     | Magyarország  | 1 – 4        | Szovjetunió   | barátságos    | -            |              |
| 17.          | 1983. április 13.   | Coimbra, Municipal-stadion               | Portugália    | 0 – 0        | Magyarország  | barátságos    | -            |              |
| 18.          | 1983. április 27.   | London, Wembley Stadion                  | Anglia        | 2 – 0        | Magyarország  | Eb-selejtező  | -            |              |
| 19.          | 1983. május 15.     | Budapest, Népstadion                     | Magyarország  | 2 – 3        | Görögország   | Eb-selejtező  | -            |              |
| 20.          | 1983. június 1.     | Koppenhága, Idraets Park                 | Dánia         | 3 – 1        | Magyarország  | Eb-selejtező  | -            |              |
|              | Összesen            |                                          |               | 20           | mérkőzés      |               | 0            | gól          |